# Cruz (Vila Nova de Famalicão)
Cruz es una freguesia portuguesa del concelho de Vila Nova de Famalicão, con 3,82 km² de superficie y 1.636 habitantes (2001). Su densidad de población es de 428,3 hab/km².